# Ungaliophis panamensis
Ungaliophis panamensis (boa enana de Panamá) es una especie de serpiente constrictora, no venenosa, que pertenece a la familia Boidae. Está catalogado como de menor preocupación debido a su amplia distribución, población estable y falta de grandes amenazas.

## Distribución geográfica
Esta serpiente se encuentra en las tierras bajas del Atlántico del sur de Nicaragua, Costa Rica y Panamá y el noroeste de Colombia. En Colombia se ha registrado en las laderas occidentales de los Andes de Antoquia, pero no se dispone de datos específicos de la localidad. También hay un registro del borde del Volcán Orosi en Costa Rica en el área montañosa baja y varios de las tierras bajas del Pacífico sudoccidental del país. El rango de elevación es de 41 a 1487 metros.
Esta especie se encuentra con poca frecuencia en toda su área de distribución debido a sus hábitats arbóreos; Savage (2002) lo describe como raro. Su hábitat en Costa Rica no ha disminuido significativamente entre 1990 y 2010, y al menos en este país se supone que la población es estable. Se sabe de solo dos especímenes en Panamá. Se sabe de solo dos registros en Nicaragua, recopilados con más de un siglo de diferencia.

## Hábitat y ecología
Esta especie parece ser nocturna y arbórea, y solo se conoce por el dosel de los bosques húmedos y húmedos de las tierras bajas y las selvas tropicales de las montañas bajas. El espécimen reciente recolectado en Nicaragua fue encontrado dentro de un edificio de cabaña en un refugio forestal. Se ha observado que se alimentan de ranas muertas, como las que se encuentran muertas en las carreteras. 
Es, como la mayoría de las boas, vivípara.

## Amenazas y conservación
La deforestación puede ser una amenaza para esta especie fuera de las áreas protegidas, pero se espera que esté localizada. Es improbable que la explotación para el comercio de mascotas sea una amenaza importante para la población de esta especie extendida. Esta especie se vende en el comercio de mascotas.
Esta especie se encuentra en numerosos parques nacionales en Costa Rica (por ejemplo, Tortuguero, Cahuita, Corcovado y Guanacaste), en los Parques Nacionales Portobelo y Omar Torejos en Panamá, y se ha encontrado en la reserva privada Refugio de Vida Silvestre Río San Juan en Nicaragua. Esta especie está incluida en el Apéndice II de CITES. No se necesitan medidas de conservación adicionales.